# 吉野博
吉野 博（よしの ひろし、1948年2月20日 - ）は、日本の建築学者。東北大学名誉教授。教養教育院 総長特命教授。日本学術会議第三部会員、低炭素社会推進会議議長。日本雪工学会副会長。一般社団法人日本サステナブル建築協会会長。秋田県立大学・前橋工科大学客員教授。専門は換気など建築設備・環境。

## 経歴
外部リンク参照。東京都立小石川高等学校、横浜国立大学工学部建築学科、東京大学大学院工学系研究科修士課程出身。大学院博士課程中退後、東京大学生産技術研究所の助手を経て、1978年に東北大学工学部建築学科 助教授に。1992年に教授就任。2013年、日本建築学会会長に. 就任。
著書に『住宅における熱・空気環境の研究―快適・健康な省エネ住宅の実現を目指して』『自然と科学』（編集、東北大学出版会）など。